# Campeonato Sul-Americano de Voleibol Feminino Sub-20 de 2004
O Campeonato Sul-Americano de Voleibol Feminino Sub-20 de 2004 foi a 17ª edição do torneio Sul-Americano organizado pela Confederação Sul-americana de Voleibol (CSV). 
O torneio contou com a participação de cinco equipes e aconteceu de 25  a 29 de outubro, na cidade de  La Paz, Bolívia.
O torneio conferiu uma vaga para o Mundial Juvenil de 2005 ,feito obtido pelas representações do Brasil,  ao conquistar o décimo quinto título; e a brasileira Regiane Bidias foi premiada como a Melhor Jogadora (MVP).

## Seleções participantes
As seguintes seleções confirmaram participação no Campeonato Sul-Americano Sub-20 de 2004:
| Equipe    | Última participação |
| --------- | ------------------- |
| Bolívia   | (Sede), 5º em 2002  |
| Argentina | 3º em 2002          |
| Brasil    | 1º em 2002          |
| Peru      | 4º em 2002          |
| Venezuela | 2º em 2002          |

## Fase única
- Local: Coliseo Cerrado Julio Borelli Viterito- La Paz [4]

|     |           |     | Jogos | Jogos | Jogos | Resultados | Resultados | Resultados | Resultados | Resultados | Resultados | Sets | Sets | Sets  | Pontos | Pontos | Pontos |
| Pos | Equipe    | Pts | T     | V     | D     | 3–0        | 3–1        | 3–2        | 2–3        | 1–3        | 0–3        | V    | P    | R     | V      | P      | R      |
| --- | --------- | --- | ----- | ----- | ----- | ---------- | ---------- | ---------- | ---------- | ---------- | ---------- | ---- | ---- | ----- | ------ | ------ | ------ |
| 1   | Brasil    | 12  | 4     | 4     | 0     | 4          | 0          | 0          | 0          | 0          | 0          | 12   | 0    | MAX   | 300    | 195    | 1.538  |
| 2   | Argentina | 9   | 4     | 3     | 1     | 1          | 2          | 0          | 0          | 0          | 1          | 9    | 5    | 1.800 | 308    | 268    | 1.149  |
| 3   | Venezuela | 6   | 4     | 2     | 2     | 2          | 0          | 0          | 0          | 1          | 1          | 7    | 6    | 1.167 | 281    | 260    | 1.081  |
| 4   | Bolívia   | 3   | 4     | 1     | 3     | 1          | 0          | 0          | 0          | 0          | 3          | 3    | 9    | 0.333 | 198    | 285    | 0.695  |
| 5   | Peru      | 0   | 4     | 0     | 4     | 0          | 0          | 0          | 0          | 1          | 3          | 1    | 12   | 0.083 | 237    | 316    | 0.750  |

Resultados
| Data   | Hora  |              | Placar |              | Set 1 | Set 2 | Set 3 | Set 4 | Set 5 | Total | Relatório |
| ------ | ----- | ------------ | ------ | ------------ | ----- | ----- | ----- | ----- | ----- | ----- | --------- |
| 25 out | 19:00 | 'Venezuela ' | 3–0    | Peru         | 25-16 | 25-16 | 25-12 |       |       | 75–0  | 75–44     |
| 25 out | 20:30 | Bolívia      | 0–3    | ' Brasil'    | 13-25 | 13-25 | 7-25  |       |       | 33–0  | 43–75     |
| 26 out | 19:00 | Peru         | 1–3    | ' Argentina' | 25-16 | 21-25 | 18-25 | 13-25 |       | 77–0  | 79–91     |
| 26 out | 20:30 | Bolívia      | 0–3    | ' Venezuela' | 14-25 | 14-25 | 24-26 |       |       | 52–0  | 52–76     |
| 27 out | 19:00 | 'Brasil '    | 3–0    | Peru         | 25-16 | 25-16 | 25-23 |       |       | 75–0  | 75–55     |
| 27 out | 20:30 | 'Argentina ' | 3–1    | Venezuela    | 25-21 | 16-25 | 25-14 | 25-16 |       | 91–0  | 89–76     |
| 28 out | 19:00 | 'Brasil '    | 3–0    | Venezuela    | 25-18 | 25-15 | 25-21 |       |       | 75–0  | 75–54     |
| 28 out | 20:30 | 'Argentina ' | 3–0    | Bolívia      | 25-16 | 25-12 | 25-10 |       |       | 75–0  | 75–38     |
| 29 out | 19:00 | 'Bolívia '   | 3–0    | Peru         | 25-22 | 25-21 | 25-16 |       |       | 75–0  | 75–59     |
| 29 out | 20:30 | 'Brasil '    | 3–0    | Argentina    | 25-18 | 25-17 | 25-18 |       |       | 75–0  | 75–53     |